# Zweite Nanjing-Jangtse-Brücke
Die Zweite Nanjing-Jangtse-Brücke (chinesisch 南京长江第二大桥, Pinyin Nánjīng Chángjiāng dìèr dàqiáo) ist eine Straßenbrücke über den Jangtse in Nanjing, der Hauptstadt der chinesischen Provinz Jiangsu.

## Geschichte
Mit einer Bevölkerung von sechs Millionen ist Nanjing eine der größten Städte Chinas. Der größte Teil der Bevölkerung lebt auf der Südseite des Jangtse. Die beiden Teile der Stadt waren viele Jahre nur mit Fähren verbunden, bis 1968 in Nanjing die Erste Brücke über den Jangtse eröffnet wurde. Die kombinierte Straßen- und Bahnbrücke diente nicht nur dem lokalen Verkehr, sondern bewältigte auch den Fernverkehr. Im Oktober 1997 wurde mit dem Bau der zweiten Jangtse-Brücke begonnen, die das erste Bauwerk entlasten sollte. Nachdem die Pylonen errichtet waren, wurde an beiden Pylonen der Fahrbahnträger symmetrisch im Freivorbau errichtet. Am 8. Juli 2008 wurden die beiden Hälften zum Durchlaufträger zusammengeschweißt. Bei der Eröffnung im März 2001 war die Brücke die längste Schrägseilbrücke Chinas. Die Baukosten wurden mit 3,35 Milliarden Yuán angegeben. Nur zwei Jahre später begann der Bau der dritten Nanjing-Jangtse-Brücke, die 2005 eröffnet wurde.

## Bauwerk
Die Brücke liegt ungefähr 300 km flussaufwärts von Shanghai, wo der Jangtse in das Ostchinesische Meer mündet, und ungefähr 11 km unterhalb der ersten Nanjing-Jangtse-Brücke. Sie ist Teil der Autobahn Nanjing–Luoyang. Die gesamte Flussquerung ist 12.517 m lang und führt über Baguazhou, die drittgrößte Insel im Jangtse. Die Brücke über den Nordarm des Flusses besteht aus einem 2.212 m langen Durchlaufträger aus Spannbeton, der eine Spannweite von 165 m hat, die Brücke über den Südarm des Jangtse ist 2.938 m lang, wobei das Kernstück die hier beschriebene 1.238 m lange Schrägseilbrücke mit einer Spannweite von 628 m ist. Sie hat zwei Pylonen aus Stahlbeton, an denen in zwei Ebenen die Schrägseile befestigt sind und der Fahrbahnträger aufgehängt ist. Dieser ist ein 38,2 m breiter und 3,5 m hoher Stahl-Hohlkasten, der aus 93 Segmenten zusammengesetzt wurde. Jedes dieser 15 m langen Segmente wiegt 270 t, in der ganzen Brücke sind 23.000 t Stahl verbaut. Auf beiden Seiten der Schrägseilbrücke sind Fahrbahnübergänge angebracht, welche pro Übergang 1,6 Meter Dehnung aufnehmen können.